# Film in 1910
Dit artikel gaat over de film in het jaar 1910.

## Gebeurtenissen
- Het eerste filmjournaal in kleur wordt uitgebracht. In de film is Eduard VII van het Verenigd Koninkrijk te zien.
- De Deense film Den Hvide Slavehandel wordt uitgebracht. Het is de eerste film die het thema prostitutie behandelt.
- Kalem Studios regisseur Sidney Olcott is de eerste Amerikaan die een film buiten de Verenigde Staten opneemt.

## Lijst van films
| - 1812 (FR, aka Un épisode de 1812) - Abraham Lincoln's Clemency (USA) - Afgrunden (DK, USA, aka The Woman Always Pays) - An Affair of Hearts (korte film) . - Alice's Adventures in Wonderland (USA) - An Arcadian Maid (korte film) - As It Is in Life (korte film) - As the Bells Rang Out! (korte film) - Der Alpenjager - The Affair of an Egg (korte film) - Bébé apache (FR) - The Banker's Daughters (korte film) - The Blue Bird (UK) - The Broken Doll (korte film) - A Child of the Ghetto (USA, korte film) - A Child's Faith (korte film) - A Child's Impulse (korte film) - A Child's Stratagem (korte film) - A Christmas Carol (USA) - The Call (korte film) - The Call to Arms (korte film) - The Cloister's Touch (korte film) - The Converts (korte film) - The Course of True Love (korte film) - A Day in the Life of a Coal Miner (UK) - The Dancing Girl of Butte (korte film) - The Duke's Plan (korte film) - Examination Day at School (korte film) - The Englishman and the Girl (korte film) - A Flash of Light (USA, korte film) - Faithful (korte film) - Frankenstein (USA) - The Face at the Window (korte film) - The Final Settlement (korte film) - The Fugitive (korte film) - Gold Is Not All (korte film) - The Gold Seekers (korte film) - The Golden Supper (korte film) - Den Hvide Slavehandel (DK) - Her Father's Pride (korte film) - Her Terrible Ordeal (korte film) - His Last Burglary (korte film) - His Last Dollar (korte film) - His New Lid (korte film) - His Sister-In-Law (korte film) - The Honor of His Family (korte film) - The House with Closed Shutters (USA, korte film) - In Life's Cycle (korte film) - In Old California (USA, korte film) - In the Border States (USA, korte film) - In the Season of Buds (korte film) - The Iconoclast (korte film) - The Impalement (korte film) - Jane Eyre (USA) - Jeffries-Johnson World's Championship Boxing Contest (USA) - A Knot in the Plot (USA, korte film) - A Lad from Old Ireland (USA) - Little Angels of Luck (korte film) - Love Among the Roses (korte film) | - The Last Deal (korte film) - The Lesson (korte film) - A Midnight Cupid (USA, korte film) - A Mohawk's Way (korte film) - May and December (korte film) - Muggsy's First Sweetheart (korte film) - The Man (korte film) - The Marked Time-Table (korte film) - The Message of the Violin (korte film) - The Modern Prodigal (korte film) - Never Again (korte film, regie Frank Powell, scenario D.W. Griffith) - Never Again (korte film, regie Harry Solter) - The Newlyweds (korte film) - An Old Story with a New Ending (korte film) - On the Reef (korte film) - One Night, and Then -- (USA, korte film) - Over Silent Paths (korte film) - The Oath and the Man (korte film) - A Plain Song (USA, korte film) - The Purgation (korte film) - A Rich Revenge (USA, korte film) - A Romance of the Western Hills (USA, korte film) - Ramona (korte film) - Roosevelt in Africa (FR, USA) - Rose O'Salem Town (korte film) - The Rocky Road (korte film) - A Salutary Lesson (USA, korte film) - A Summer Idyll (USA, korte film) - A Summer Tragedy (USA, korte film) - Serious Sixteen (korte film) - Simple Charity (korte film) - Sunshine Sue (korte film) - The Smoker (korte film) - The Song of the Wildwood Flute (korte film) - The Sorrows of the Unfaithful (korte film) - Taming a Husband (korte film) - That Chink at Golden Gulch (korte film) - The Tenderfoot's Triumph (korte film) - The Thread of Destiny (korte film) - The Twisted Trail (korte film) - The Two Brothers (korte film) - Thou Shalt Not (korte film) - Thunderbolt (AU) - Two Little Waifs (korte film) - The Unchanging Sea (USA, korte film) - The Usurer (korte film) - Unexpected Help (USA, korte film) - Up a Tree (korte film) - A Victim of Jealousy (USA, korte film) - The Way of the World (korte film) - The Woman from Mellon's (korte film) - The Wonderful Wizard of Oz (USA, aka The Wizard of Oz) - Waiter No. 5 (USA, korte film) - What the Daisy Said (USA, korte film) - White Fawn's Devotion (USA, aka White Fawn's Devotion: A Play Acted by a Tribe of Red Indians in America) - White Roses (korte film) - Wilful Peggy (USA, korte film) - Winning Back His Love (USA, korte film) |

## Geboren
| Datum                 | Naam               | Beroep        |
| --------------------- | ------------------ | ------------- |
| 12 januari            | Luise Rainer       | Actrice       |
| 8 februari († 1992)   | Steffi Duna        | Actrice       |
| 10 februari († 1979)  | Joyce Grenfell     | Actrice       |
| 27 februari († 1990)  | Joan Bennett       | Actrice       |
| 1 maart († 1983)      | David Niven        | Acteur        |
| 8 maart († 2000)      | Claire Trevor      | Actrice       |
| 17 maart († 1987)     | Sari Maritza       | Actrice       |
| 23 maart († 1998)     | Akira Kurosawa     | Regisseur     |
| 23 april († 2005)     | Simone Simon       | Actrice       |
| 11 mei († 1983)       | Johnnie Davis      | Zanger-acteur |
| 15 mei († 2005)       | Constance Cummings | Actrice       |
| 23 mei († 1986)       | Scatman Crothers   | Acteur        |
| 3 juni († 1990)       | Paulette Goddard   | Actrice       |
| 13 juni († 1995)      | Mary Wickes        | Actrice       |
| 4 juli († 2010)       | Gloria Stuart      | Actrice       |
| 4 augustus († 2008)   | Anita Page         | Actrice       |
| 8 augustus († 1999)   | Sylvia Sidney      | Actrice       |
| 15 augustus († 2002)  | Signe Hasso        | Actrice       |
| 7 december († 1978)   | Louis Prima        | Zanger-acteur |
| 16 augustus († 1992)  | Mae Clarke         | Actrice       |
| 19 september († 1981) | Margaret Lindsay   | Actrice       |
| 29 september († 1982) | Virginia Bruce     | Actrice       |
| 10 december († 1942)  | Sidney Fox         | Actrice       |
| 13 december († 1980)  | Lillian Roth       | Actrice       |
| 13 december († 1971)  | Van Heflin         | Acteur        |

1870-1879 · 1880-1889 · 1890 · 1891 · 1892 · 1893 · 1894 · 1895 · 1896 · 1897 · 1898 · 1899 · 1900 · 1901 · 1902 · 1903 · 1904 · 1905 · 1906 · 1907 · 1908 · 1909 · 1910 · 1911 · 1912 · 1913 · 1914 · 1915 · 1916 · 1917 · 1918 · 1919 · 1920 · 1921 · 1922 · 1923 · 1924 · 1925 · 1926 · 1927 · 1928 · 1929 · 1930 · 1931 · 1932 · 1933 · 1934 · 1935 · 1936 · 1937 · 1938 · 1939 · 1940 · 1941 · 1942 · 1943 · 1944 · 1945 · 1946 · 1947 · 1948 · 1949 · 1950 · 1951 · 1952 · 1953 · 1954 · 1955 · 1956 · 1957 · 1958 · 1959 · 1960 · 1961 · 1962 · 1963 · 1964 · 1965 · 1966 · 1967 · 1968 · 1969 · 1970 · 1971 · 1972 · 1973 · 1974 · 1975 · 1976 · 1977 · 1978 · 1979 · 1980 · 1981 · 1982 · 1983 · 1984 · 1985 · 1986 · 1987 · 1988 · 1989 · 1990 · 1991 · 1992 · 1993 · 1994 · 1995 · 1996 · 1997 · 1998 · 1999 · 2000 · 2001 · 2002 · 2003 · 2004 · 2005 · 2006 · 2007 · 2008 · 2009 · 2010 · 2011 · 2012 · 2013 · 2014 · 2015 · 2016 · 2017 · 2018 · 2019 · 2020 · 2021 · 2022 · 2023 · 2024 · 2025